# Kapillaritron
Ein Kapillaritron ist eine Vorrichtung zum Erzeugen von Ionen- und Atomstrahlen.

## Aufbau

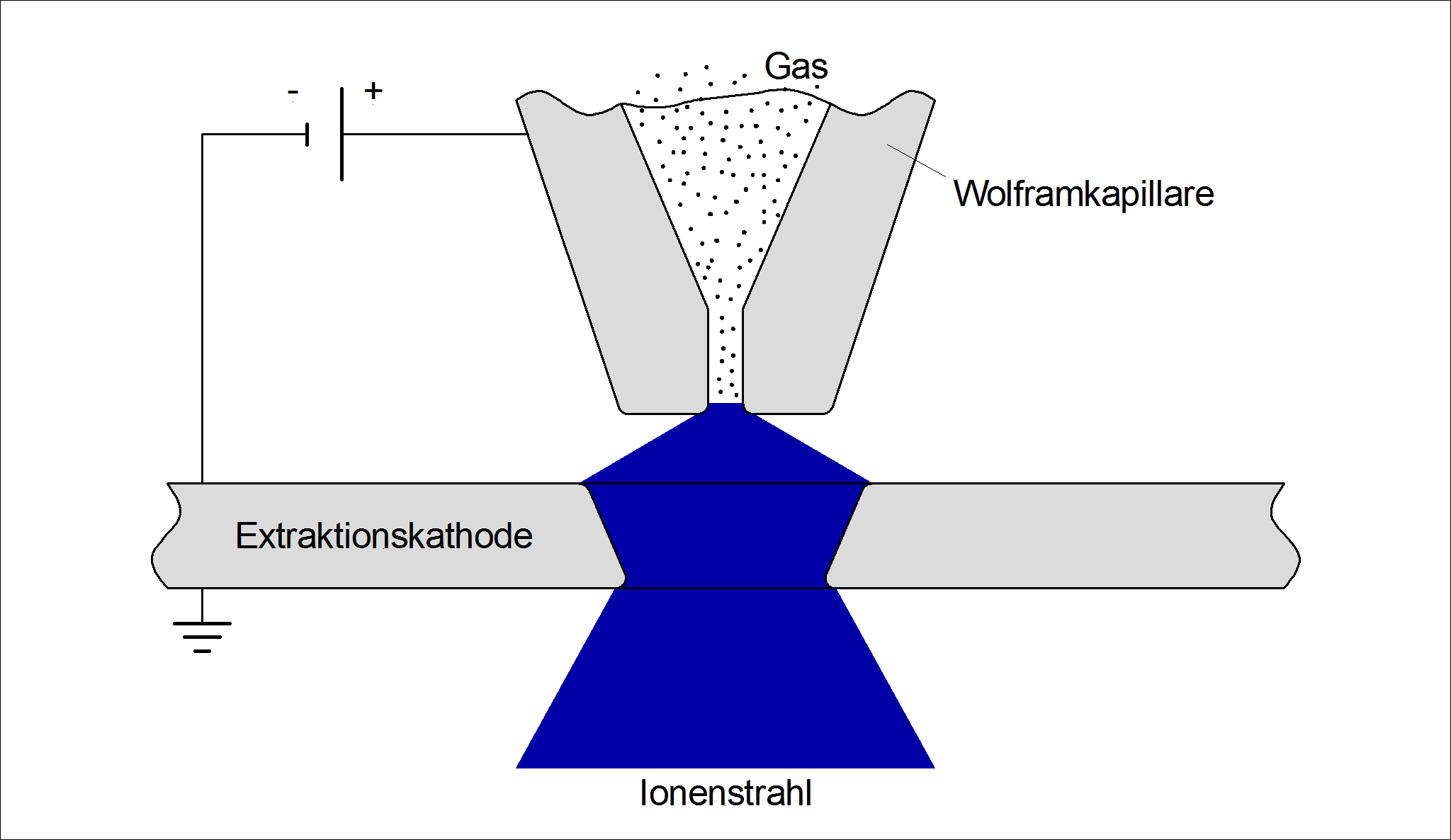
Wolframkapillaritron

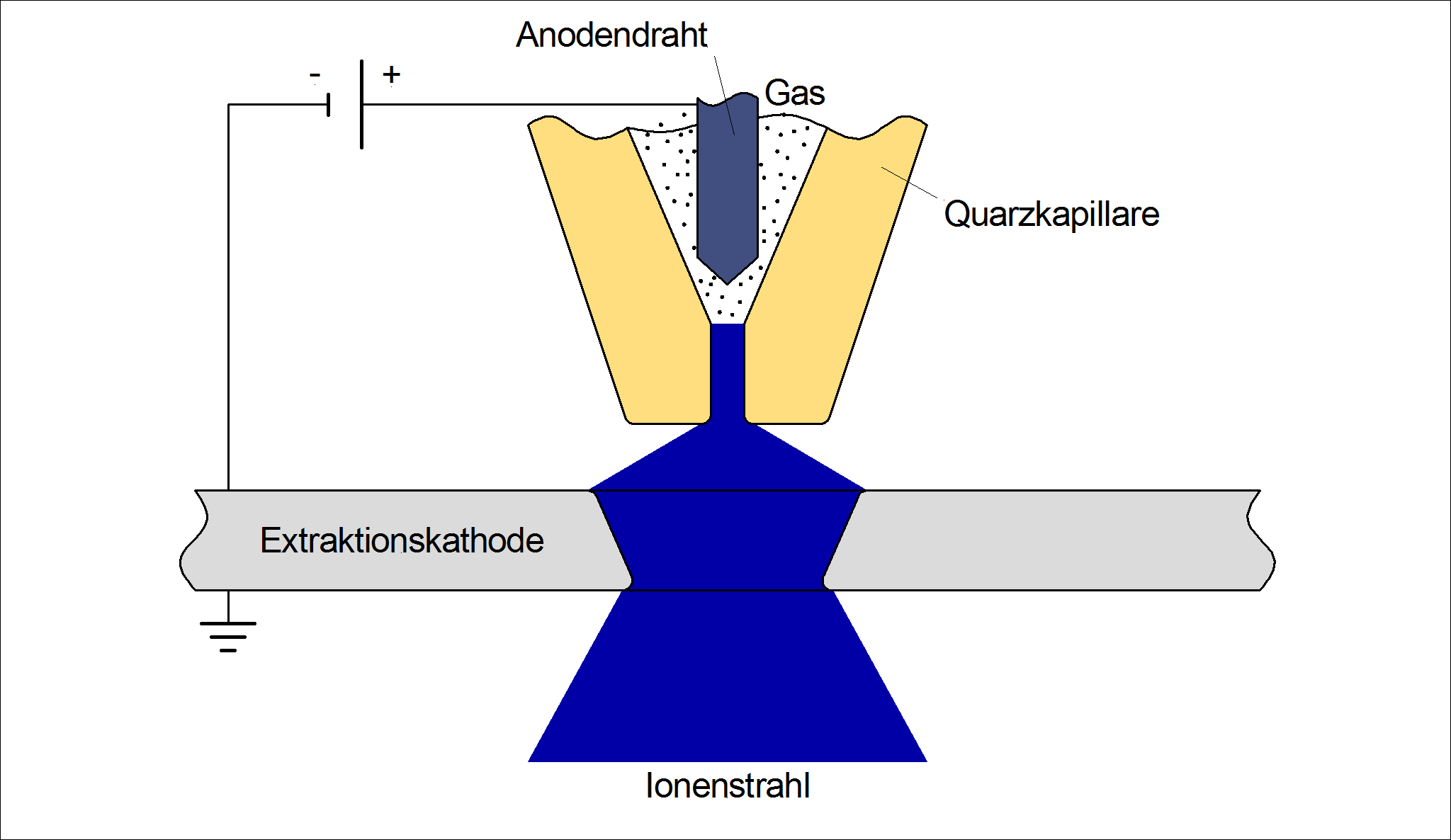
Quarzkapillaritron

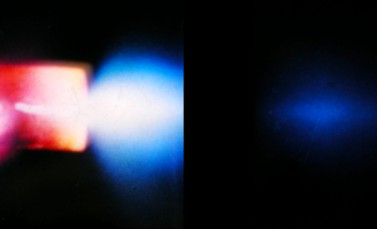
Quarzkapillaritron im Vakuum in Betrieb: Links die glühende Kapillare mit dem Plasma bis zur Extraktionskathode und rechts dahinter der bläulich leuchtende Ionenstrahl.

Das Kapillaritron, dessen Grundkonzept 1981 veröffentlicht wurde, besteht aus einer feinen, gasdurchströmten Kapillare aus Metall als Anode und einer dazu konzentrischen Extraktionskathode mit einer Austrittsöffnung. Ein Gasstrom durch die Kapillare wird bei angelegter Hochspannung (üblicherweise einige Kilovolt) durch freie Elektronen und Sekundärelektronen ionisiert, die in Richtung Anode beschleunigt werden (siehe auch Stoßionisation). Die positiv geladenen Ionen werden im elektrischen Feld beschleunigt und bilden hinter der Öffnung der Extraktionskathode einen Ionenstrahl. Durch Rekombination und Ladungsaustauschprozesse im Plasma besteht der Strahl zum Teil auch aus ungeladenen Atomen.
Die Kapillare besteht in der Regel aus widerstandsfähigen Werkstoffen, wie zum Beispiel Wolfram. Eine Weiterentwicklung von 1992 stellt das Quarzkapillaritron dar. Hier besteht die Kapillare aus Quarz, einem elektrisch isolierenden Material, in die ein Metalldraht eingeführt wird, um das Anodenpotential erzeugen zu können. Der Vorteil besteht in der einfacheren, flexibleren und preiswerteren Herstellung von Quarzkapillaren mit vorgegebenem Innendurchmesser, die anders als Metallkapillaren nicht aufwendig gebohrt, sondern elektrochemisch freigeätzt oder von einem Glasbläser gezogen werden können.
Als Betriebsgase werden in der Regel Edelgase verwendet, da diese nur eine geringe chemische Reaktion mit den anderen beteiligten Materialien eingehen. Ein Kapillaritron arbeitet aber auch mit Wasserstoff, Stickstoff oder sogar Luft.
Bei den Ionenstrahlen werden Stromdichten von bis zu 100 A/cm² und Strahlströme von mehreren Milliampere erreicht.

## Einsatzgebiete
Mit den Ionen- und Atomstrahlen können Oberflächen großflächig gesputtert werden. Mit Atomstrahlen können dabei auch isolierende Oberflächen bearbeitet werden. Bei der Verwendung von Ionenstrahlen würden sich solche Oberflächen elektrostatisch stärker aufladen, was die Ionen vor dem Auftreffen auf die Oberfläche abbremst.
Durch Fokussierung mit Ionenoptiken können im Hochvakuum Strahlen mit sehr hohen Leistungsdichten erzeugt werden, mit denen Oberflächen auch punktuell bearbeitet werden können.